# عبد العزيز بن إبراهيم المعمر
ولد عبدالعزيز المعمر (1919-1984) في نجد، وكان والده إبراهيم بن معمر مستشار للملك عبدالعزيز من بعد سيطرته على الرياض.

## تعليمه
ارسل عبدالعزيز المعمر في بعثة علمية إلى مصر حيث درس المرحلة الثانوية ثم التحق بالجامعة الأمريكية في بيروت وحصل الليسانس في العلوم الرياضية وبعد عودته عمل كمترجم ومرافق للملك عبدالعزيز

## المناصب
كانت أول مهامه بعد العودة ملازمة وترجمة ما كتب في الصحف العالمية وما ذكر في المذياع وبعدها تم تعيينه مديراً عامًّا لمصلحة العمل والعمال بالمنطقة الشرقية من المملكة عام 1374هـ/ 1954م، وعين بعدها مستشاراً خاصًّا للملك سعود في الديوان الملكي وفي عام 1961 ارسل سفيرا للملكة في سويسرا

## السجن
استودعي المعمر من السفارة إلى الرياض بشكل مفاجئ وأشار عليه زملائه بعدم العودة لكنه عاد إلى الرياض واعتقل بعدها بفترة وجيزة وأودع سجن العبيد حي قضى في ما يقارب 11 سنة لم يسمح فيها لأحد بزيارته أو الاتصال به وبعد اغتيال الملك فيصل قرر الملك خالد العفو عنه واخراجه وكانت حالته الصحيه والنفسيه متدهوره فأرسل للعلاج في الخارج لكن حالته لم تتحسن فعاد للمملكة وعاش منعزلا عن المجتمع حتى توفي في الخبر عام 1984.